# Jan Veleba
Jan Veleba (né le 6 décembre 1986 à Brno) est un athlète tchèque, spécialiste du sprint.

## Carrière
Il bat le record national du relais 4 x 100 m lors des Relais mondiaux 2019, puis le 15 juin 2019, lors de AtletiCAGenève.
Il remporte le 28 juillet les championnats nationaux à Brno et égale le record national de Zdeněk Stromšík en 10 s 16, qui lui termine 2e en 10 s 17.